# 德鲁·巴里
德鲁·威廉姆斯·巴里（英語：Drew William Barry，1973年2月17日—），生于加利福尼亚州奥克兰，美国职业篮球运动员，司职後衛位置。

## 职业生涯
他是篮球名人堂球星里克·巴里的三儿子，他的其他三位兄弟分别是，斯库特、琼、布伦特，也都曾是职业篮球运动员。德鲁·巴里是乔治亚理工学院篮球队的助攻王，曾短暂效力过大陆篮球协会的韦恩堡狂人队 (Fort Wayne Fury)以及NBA联盟的亚特兰大老鹰、西雅图超音速和金州勇士。在2000年3月27日和老鹰队签约之前，德鲁已经在1999-2000赛季澳大利亚国家篮球联赛的悉尼国王队打了8场比赛。
巴里还曾在波兰的职业篮球中打过球。